# Beco
Beco (ehemals Beco I) ist ein osttimoresischer Suco im Verwaltungsamt Suai (Gemeinde Cova Lima).

## Geographie
Vor der Gebietsreform 2015 hatte Beco eine Fläche von 113,39 km². Nun sind es 108,31 km². Westlich liegt der ebenfalls zu Suai gehörende Suco Labarai. Der Fluss Foura bildet einen Großteil der Grenze. Der Fluss Loumea folgt grob der Grenze zum Verwaltungsamt Zumalai mit seinem Suco Tashilin (ehemals Beco II), bis er schließlich im Süden in die Timorsee mündet. In den Loumea fließt der Zola, der in Beco entspringt. Im Norden liegt die Gemeinde Bobonaro mit seinen Sucos Molop (Verwaltungsamt Bobonaro), Guda und Lupal (beide im Verwaltungsamt Lolotoe).
Das Dorf Beco liegt im Osten des Sucos Beco, nah der Grenze zum Verwaltungsamt Zumalai, direkt an der Straße zwischen den Ortschaften Suai und Zumalai, auf einer Meereshöhe von 115 m. Nach Suai sind es etwa 21 km, nach Zumalai 8 km. Etwas südwestlich von Beco liegt die Siedlung Beco 1 (Beco I). In Beco gibt es eine medizinische Station, in Beco und in Beco 1 jeweils eine Grundschule und eine Schule zur Vorbereitung auf die Sekundärstufe (Escola Pre Secundaria Beco). Freitags findet in Beco 1 ein Wochenmarkt statt.
Quer durch den Süden des Sucos führt die südliche Küstenstraße, eine der wichtigsten Verkehrswege des Landes. An ihr liegen die Dörfer Haemanu, Aidantuic (Aidantuik), Beco 1, Beco und Maucola. Südlich der Straße liegt der Ort Bakau. Im äußersten Norden des Sucos befinden sich die Dörfer Tobur, Teda und Lewalu (Gala). Alle genannten Orte verfügen jeweils über eine Grundschule. Lewalu verfügt zudem über einen Hubschrauberlandeplatz für Notfälle und eine medizinische Station. Die Kapelle Imaculada da Conceição de Maucola wurde 2024 eingeweiht. Es gibt Pläne hier einen neuen Militärhafen der Marine Osttimors zu bauen, um von hier aus die Südküste und die Timorsee zu kontrollieren.
Im Suco befinden sich die elf Aldeias Aidantuic, Beco, Bibiatan, Haemanu, Halic, Holbolu, Leowalu, Maucola, Teda, Tobur und Zuwac.

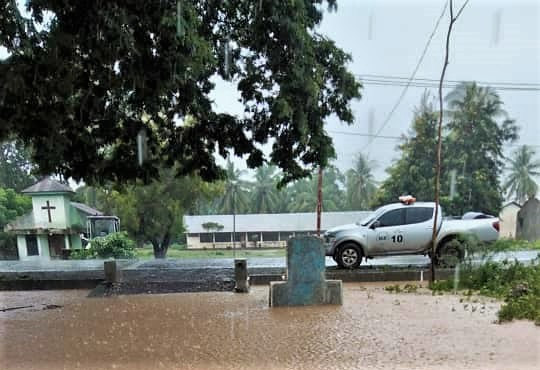
Der Ort Beco in der Regenzeit
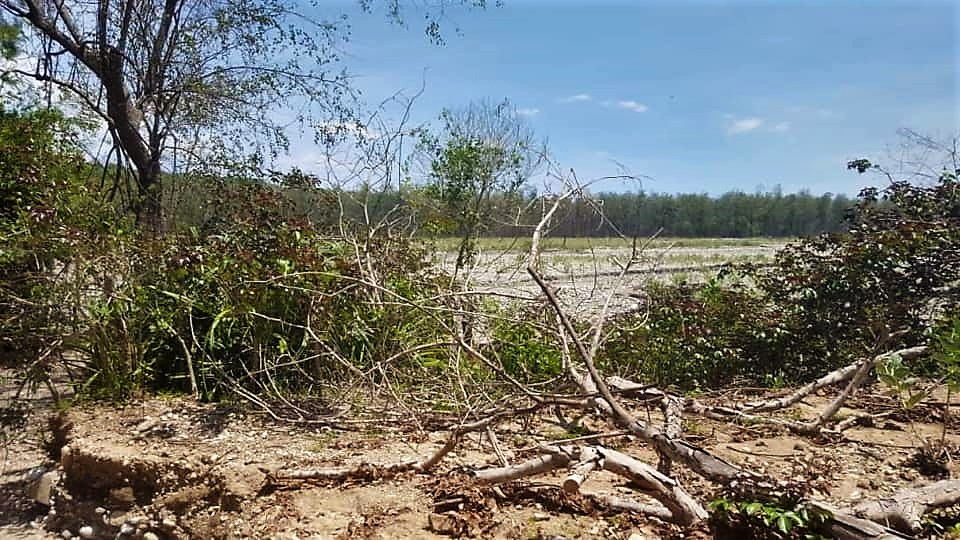
In der Aldeia Maucola
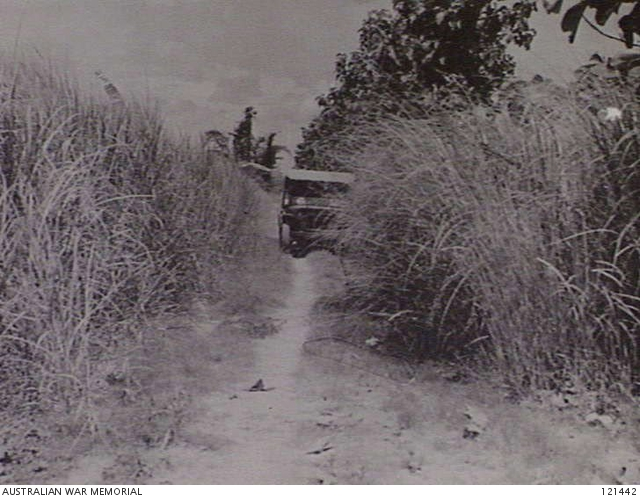
Elefantengras, 1945 typisch für die Region Beco

## Einwohner

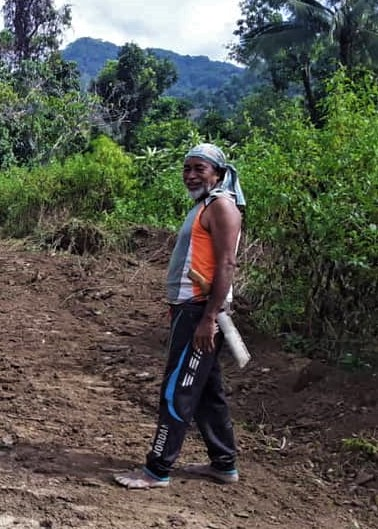
Straßenarbeiter in Teda

Im Suco Beco leben 4.610 Einwohner (2022), davon sind 2.387 Männer und 2.223 Frauen. Im Suco gibt es 867 Haushalte. Über 60 % der Einwohner geben Bunak als ihre Muttersprache an. Etwa 30 % sprechen Tetum Prasa, über 5 % Tetum Terik (vor allem in Lewalu), kleine Minderheiten Kemak oder Mambai.

## Geschichte

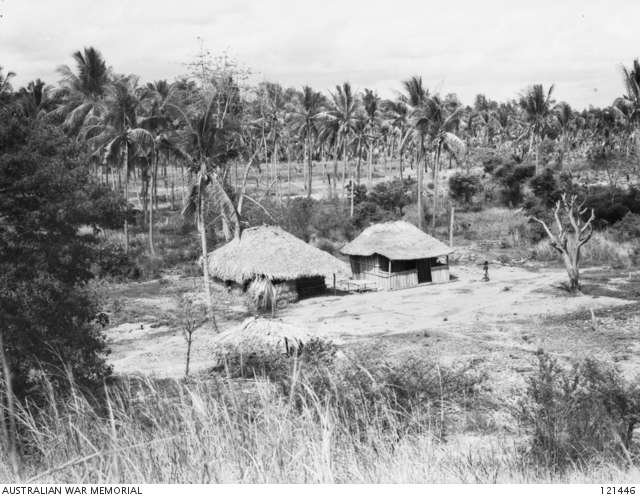
Beco (1945)

Der kleine Hafen Becos an der Timorsee spielte während der Schlacht um Timor im Zweiten Weltkrieg eine wichtige Rolle für den Nachschub der Alliierten und als Evakuierungspunkt. Am 9. August 1942 bombardierten die Japaner Beco.
Die Bunak-Siedlungen von Suai bis Zumalai wurden erst in jüngerer Zeit gegründet. Die Region war davor unbewohnt. Diese Neugründungen haben noch Beziehungen mit ihren Herkunftsorten. So hat Beco tiefe Beziehungen zu Teda, im Norden des Sucos, auch wenn die Abwanderung bereits mehrere Generationen zurückliegt. Ihr Dialekt steht tatsächlich jenem der Lolotoe-Region nahe, auch wenn teilweise Vokabular aus dem Südwestdialekt übernommen wurde. Andere Siedlungen entstanden erst während der indonesischen Besatzungszeit, als komplette Dörfer aus dem Norden entlang der südlichen Küstenstraße um Zumalai neu angesiedelt wurden. Ihr Dialekt entspricht komplett jenem des Hochlandes.
Im Suco Beco entstand 1976 eine base de apoio, in der von der FRETILIN Flüchtlinge vor der indonesischen Invasion angesiedelt wurden. Die Basis wurde später von den indonesischen Truppen zerstört.
Unter Führung von Câncio de Carvalho und Vasco da Cruz griffen Mahidi-Milizionäre zwischen dem 11. und 13. April 1999 im Suco Beco Universitätsstudenten an und misshandelten sie. Die Studenten hatten gemeinnützige Arbeit geleistet, doch die Milizionäre behaupteten, dass sie Gelder für die Unabhängigkeitsbewegung Conselho Nacional de Resistência Timorense (CNRT) gesammelt hätten. Ein Student starb und wurde von den Milizionären verscharrt. Zwei weitere Studenten verschwanden.
Am 10. August starb nahe Beco ein nepalesischer UN-Soldat im Kampf mit einer Miliz. Drei weitere nepalesische Soldaten und ein osttimoresischer Zivilist wurden verletzt.
Auch in Beco gab es Schäden durch die Überschwemmungskatastrophe 2021. 45 Familien in Halic waren betroffen und eine Brücke stürzte ein.

## Politik
Bei den Wahlen von 2004/2005 wurde Manuel Ferreira zum Chefe de Suco gewählt und 2009 in seinem Amt bestätigt. In der Liste der Wahlsieger von 2016 fehlt die Angabe für den Chefe de Suco von Beco.